# Semaeopus discosa
Semaeopus discosa là một loài bướm đêm trong họ Geometridae.